# دهستان اشیان جنوبی
دهستان اشیان جنوبی نام دهستانی در بخش مرکزی شهرستان لنجان، استان اصفهان در ایران است.